# Grecia en la Copa Mundial de Fútbol de 1994
La Selección de Grecia fue uno de los 24 países participantes en lograr la clasificación a la Copa Mundial de Fútbol de 1994, que se realizó en Estados Unidos.
Grecia llegó por primera vez a este evento, y cabe destacar que fue durante el proceso clasificatorio. El combinado helénico fue emparejado en el Grupo D, en el que también estaban Argentina, Bulgaria y Nigeria.
El reto no estuvo a favor de los griegos al perder sus tres encuentros, no marcar goles, ser el único eliminado del grupo y quedar en el último lugar de las estadísticas del certamen.

## Clasificación
Luego de la disputa del Grupo 5, Grecia culminó en la primera posición por lo que se clasificó directamente a la Copa Mundial de Fútbol.

### Grupo 5
| Equipo     | Pts | PJ | PG | PE | PP | GF | GC | Dif |
| ---------- | --- | -- | -- | -- | -- | -- | -- | --- |
| Grecia     | 14  | 8  | 6  | 2  | 0  | 10 | 2  | 8   |
| Rusia      | 12  | 8  | 5  | 2  | 1  | 15 | 4  | 11  |
| Islandia   | 8   | 8  | 3  | 2  | 3  | 7  | 6  | 1   |
| Hungría    | 5   | 8  | 2  | 1  | 5  | 6  | 11 | -5  |
| Luxemburgo | 1   | 8  | 0  | 1  | 7  | 2  | 17 | -15 |

| Fecha                   | Lugar      |            |                       | Resultado |                       |            |
| ----------------------- | ---------- | ---------- | --------------------- | --------- | --------------------- | ---------- |
| 13 de mayo de 1992      | Atenas     | Grecia     | Bandera de Grecia     | 1:0 (1:0) | Bandera de Islandia   | Islandia   |
| 7 de octubre de 1992    | Reikiavik  | Islandia   | Bandera de Islandia   | 0:1 (0:0) | Bandera de Grecia     | Grecia     |
| 11 de noviembre de 1992 | Salónica   | Grecia     | Bandera de Grecia     | 0:0       | Bandera de Hungría    | Hungría    |
| 17 de febrero de 1993   | Atenas     | Grecia     | Bandera de Grecia     | 2:0 (1:0) | Bandera de Luxemburgo | Luxemburgo |
| 31 de marzo de 1993     | Budapest   | Hungría    | Bandera de Hungría    | 0:1 (0:0) | Bandera de Grecia     | Grecia     |
| 23 de mayo de 1993      | Moscú      | Rusia      | Bandera de Rusia      | 1:1 (0:1) | Bandera de Grecia     | Grecia     |
| 12 de octubre de 1993   | Luxemburgo | Luxemburgo | Bandera de Luxemburgo | 1:3 (0:1) | Bandera de Grecia     | Grecia     |
| 17 de noviembre de 1993 | Atenas     | Grecia     | Bandera de Grecia     | 1:0 (0:0) | Bandera de Rusia      | Rusia      |

## Jugadores
Datos corresponden a situación previo al inicio del torneo
| #  | Nombre                | Posición      | Nacimiento               | PJ Sel | Club          |
| -- | --------------------- | ------------- | ------------------------ | ------ | ------------- |
| 1  | Antonis Minou         | Portero       | 4 de mayo de 1958        | -      | Apollon       |
| 2  | Stratos Apostolakis   | Defensa       | 11 de mayo de 1964       | -      | Panathinaikos |
| 3  | Thanasis Kolitsidakis | Defensa       | 20 de noviembre de 1966  | -      | Panathinaikos |
| 4  | Stelios Manolas       | Defensa       | 13 de julio de 1961      | -      | AEK Atenas    |
| 5  | Ioannis Kalitzakis    | Defensa       | 10 de febrero de 1966    | -      | Panathinaikos |
| 6  | Giotis Tsalouchidis   | Mediocampista | 30 de marzo de 1963      | -      | Olympiacos    |
| 7  | Dimitris Saravakos    | Delantero     | 26 de julio de 1961      | -      | Panathinaikos |
| 8  | Nikos Nioplias        | Mediocampista | 17 de enero de 1965      | -      | Panathinaikos |
| 9  | Nikos Machlas         | Delantero     | 16 de junio de 1973      | -      | OFI Creta     |
| 10 | Tasos Mitropoulos     | Mediocampista | 23 de agosto de 1957     | -      | AEK Atenas    |
| 11 | Nikos Tsiantakis      | Mediocampista | 20 de octubre de 1963    | -      | Olympiacos    |
| 12 | Spiros Marangos       | Mediocampista | 20 de febrero de 1967    | -      | Panathinaikos |
| 13 | Vaios Karagiannis     | Delantero     | 25 de junio de 1968      | -      | AEK Atenas    |
| 14 | Vasilis Dimitriadis   | Defensa       | 1 de febrero de 1966     | -      | AEK Atenas    |
| 15 | Christos Karkamanis   | Portero       | 22 de septiembre de 1969 | -      | Aris Salónica |
| 16 | Alexis Alexoudis      | Delantero     | 20 de junio de 1972      | -      | OFI Creta     |
| 17 | Minas Hantzidis       | Mediocampista | 4 de julio de 1966       | -      | Olympiacos    |
| 18 | Kyriakos Karataidis   | Defensa       | 4 de julio de 1965       | -      | Olympiacos    |
| 19 | Savvas Kofidis        | Mediocampista | 21 de marzo de 1961      | -      | Aris Salónica |
| 20 | Elias Atmatsidis      | Portero       | 24 de abril de 1969      | -      | AEK Atenas    |
| 21 | Alexandros Alexandris | Delantero     | 21 de octubre de 1968    | -      | Olympiacos    |
| 22 | Alexis Alexiou        | Defensa       | 8 de septiembre de 1963  | -      | PAOK          |
| DT | Alketas Panagoulias   |               |                          |        |               |

## Participación

### Grupo D
| Equipo    | Pts | PJ | PG | PE | PP | GF | GC | DIF |
| --------- | --- | -- | -- | -- | -- | -- | -- | --- |
| Nigeria   | 6   | 3  | 2  | 0  | 1  | 6  | 2  | 4   |
| Bulgaria  | 6   | 3  | 2  | 0  | 1  | 6  | 3  | 3   |
| Argentina | 6   | 3  | 2  | 0  | 1  | 6  | 3  | 3   |
| Grecia    | 0   | 3  | 0  | 0  | 3  | 0  | 10 | -10 |

| 21 de junio de 1994 | Argentina                                    | 4:0 (2:0) | Grecia | Foxboro Stadium, Boston                                                     |                                                                             |
|                     | Batistuta 2', 44', 90' (pen.) · Maradona 60' | Reporte   |        | Asistencia: 54.456 espectadores Árbitro(s): Arturo Angeles (Estados Unidos) | Asistencia: 54.456 espectadores Árbitro(s): Arturo Angeles (Estados Unidos) |

| 26 de junio de 1994 | Bulgaria                                                       | 4:0 (1:0) | Grecia | Soldier Field, Chicago                                                           |                                                                                  |
|                     | Stoichkov 5' (pen.), 55' (pen.) · Letchkov 65' · Borimirov 90' | Reporte   |        | Asistencia: 63.130 espectadores Árbitro(s): Ali Bujsaim (Emiratos Árabes Unidos) | Asistencia: 63.130 espectadores Árbitro(s): Ali Bujsaim (Emiratos Árabes Unidos) |

| 30 de junio de 1994 | Grecia | 0:2 (0:1) | Nigeria                   | Foxboro Stadium, Boston                                              |                                                                      |
|                     |        | Reporte   | Finidi 45' · Amokachi 90' | Asistencia: 53.001 espectadores Árbitro(s): Leslie Mottram (Escocia) | Asistencia: 53.001 espectadores Árbitro(s): Leslie Mottram (Escocia) |